# Саленто (Кампания)
Саленто (итал. Salento) — коммуна в Италии, располагается в регионе Кампания, в провинции Салерно на юго-западе страны. Граничит с национальным парком Чиленко и Валло ди Диано, а также с Comunità Montana Zona del Gelbison e Cervati, объединением из 10 муниципалитетов.
Территория Montana Zona del Gelbison e Cervati включает в себя сами коммуны, все горы Gelbison (Monte Sacro) и Cervati и имеет площадь 256 км².
Покровительницей коммуны почитается святая Варвара, празднование 4 декабря и 29 июля.
Центральная улица городка — виа Валанте Марселло Скарпа. На ней расположены здание муниципалитета, медицинский пункт и закусочная «La Dolce Vita».
Мэр — Анджело де Марко (с 2009 года).
В Саленто проживает 2009 жителей на площади в 23 км². Плотность населения составляет 88 человек на км². Центр расположен на высоте в 420 метров над уровнем моря.
Соседними коммунами являются: Казаль-Велино, Кастельнуово-Чиленто, Джой, Лустра, Оминьяно, Оррия, Перито и Валло-делла-Лукания